# Manegold von Lautenbach
Manegold von Lautenbach (* um 1040; † nach 1103) war ein frühscholastischer Gelehrter, der mit mehreren Schriften in den Investiturstreit eingriff.

## Leben
Möglicherweise reiste Manegold in seiner Jugend als Magister und Wanderprediger durch Deutschland und Frankreich. Unter anderem ist ein Aufenthalt in Paris verbürgt. Allerdings könnte es sich bei diesem Manegold auch um eine andere Person gehandelt haben.
Schließlich ließ er sich im Stift Lautenbach nieder. Nach dessen Zerstörung 1085 durch Anhänger Heinrichs IV. flüchtete er ins Stift Rottenbuch in Oberbayern. 1094 wurde er Prior des neu gegründeten Augustiner-Chorherrenstifts Marbach. Für 1096 ist ein Zusammentreffen mit Papst Urban II. in Tours belegt. Letztmals erwähnt wird Manegold im Jahr 1103. Vermutlich kurze Zeit danach starb er an einem 24. Januar.

## Werk

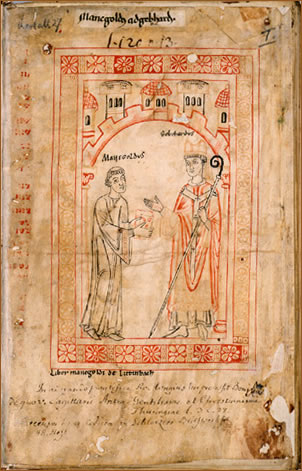
Manegold von Lautenbach übergibt sein Werk Erzbischof Gebhard von Salzburg, Liber ad Gebehardum, Blaubeuren, 12. Jahrhundert. Karlsruhe, Badische Landesbibliothek, Ms. Rastatt 27, fol. 1r

Manegold werden mehrere Schriften zugeschrieben, die in den Investiturstreit eingreifen. Darunter Kommentare zu Psalmen und den Paulusbriefen sowie zu mehreren antiken Philosophen. Allerdings können ihm nur zwei Werke, beide um 1085 verfasst, zweifelsfrei zugeschrieben werden: der Liber contra Wolfelmum und der Liber ad Gebehardum. In ersterem Buch tritt er der Auffassung von Abt Wolfhelm von Brauweiler (* um 1020; † 1091) entgegen, dass die heidnische Philosophie ungefährlich für den christlichen Glauben sei. Der Liber ad Gebehardum ist in erster Linie eine umfangreiche Materialsammlung sowie eine direkte Widerlegung einer Streitschrift Wenrichs von Trier gegen den Papst. Es bezieht sich direkt auf den Investiturstreit, greift Heinrich IV. massiv an und verteidigt Gregor VII. Es stellt eine der am weitesten verbreiteten Schriften des Investiturstreits dar. Auffallend ist, dass in diesem Werk erstmals ein Konzept auftritt, das die Absetzung eines Herrschers befürwortet, wenn er seinen Pflichten dem Volk, in erster Linie aber der Kirche gegenüber, nicht erfüllt. Dies kann als eine episkopal ausgerichtete Vorform der Idee der Volkssouveränität interpretiert werden.